# Alatka (városrész)
Alatka Heves város hosszan elnyúló külterületi lakott része a várostól északra, a Káltól Boconád határáig vezető 3207-es út két oldalán. A főutca és annak északnyugati, boconádi oldalán lévő utcák falusias jellegűek, a délkeleti oldalon viszont inkább zártkertek vannak a dűlőutak mentén, amelyek „hegy”ekre (például Bernáthegy, Rózsahegy, Kapitányhegy) települtek. Korábban iskolái is voltak, ma az iskolásokat már az alatkai helyi járat viszi a városba. A tömegközlekedést a Volánbusz autóbuszjáratai biztosítják.
Ugyancsak Alatka a neve a Törökszentmiklós nyugati részén, az úgynevezett Alvég és a Tisza között fekvő határrésznek is. Ez valószínűleg összefügg azzal, hogy Törökszentmiklós 1700-as évek elején történt újratelepítése során a lakosság egy része Hevesről telepedett át, és „magukkal hozták” az Alatka nevet.[forrás?]
A városrész helyén a már rég elpusztult Alatkacsárda nevű falu feküdt.
1995-ben a főutca északi felén lakók még Boconádhoz, a déli felén élők Heves városához tartoztak. Később azonban népszavazással eldöntötték, hogy mindkét terület Heveshez tartozzék. 2009-ben a városrész becsült népessége 400 fő volt.

## Története
A térség természeti viszonyait legnagyobb mértékben a Tarna folyó alakította, mely déli irányba folyt, és gyorsan szélesedő, kavicsos-homokos hordalékkúpot épített ki. Az első emberi megtelepedés nyomai a bronzkorból származnak. A honfoglaló magyarok Heves-Alatka - Jászszentandrás - Tarnaörs vonalába rangos szállásokat hoztak létre. A Kapitányhegyen gazdag mellékletekkel ellátott, feltehetően nemzetségfő feleségének sírja került elő.  Az Árpád-korban Boconád és Bod határában egy önálló település jött létre Olatka, melynek temploma is volt. Az 1550-es években elpusztult, mint szomszédai, Báb és Csanád települések. A török kor emléke a helynevekben maradt fenn, mint pl. Basarét, Török temető. Az elpusztult falu helyén a 18. században Szeleczky Márton épített ki majorságot. A régi templom maradványait magtárnak használták. A 19. század közepén neve Alatkapuszta. Nemesi birtokosa előbb Csoma Zsigmondné, majd a Szerelem család. Szerelem Géza a középkori templom köveiből 1870-ben kastélyt épített. Ebbe belehelyeztette a templom régi gótikus ablakát, mely így hosszú időre megőrizte a középkori múlt egy darabját. A kastély a 20. századra özv. Gosztonyi Kálmánné tulajdonába került, napjainkra már elpusztult.
A mai Alatka a Káltól Boconád felé vezető útvonal mellett alakult ki jellegzetes útifaluként. Alatkacsárda mellett haladt át a nevezetes Postaút, ahol a postakocsi járt Kálon át Budapestről Debrecenbe. Ezen az úton hajtották az állatokat is messzi vásárokra. A homokdombokon - "hegyeken" - a Kapitányhegyen, Bernáthegyen, Rózsahegyen szőlőt, dinnyét, gyümölcsöt termeltek. A könnyen melegedő "heves" talaj és az erdőirtások helye kiváló lehetőséget kínált a dinnyészkedésre. Napjainkra a kavics- sóder- és homokbányák láncolatában horgásztavak létesültek. A szép természeti környezet, a tiszta levegő, a zamatos gyümölcsök, a sportolási lehetőségek egyre vonzóbbá teszik Alatkát az aktív pihenésre vágyók körében is. 

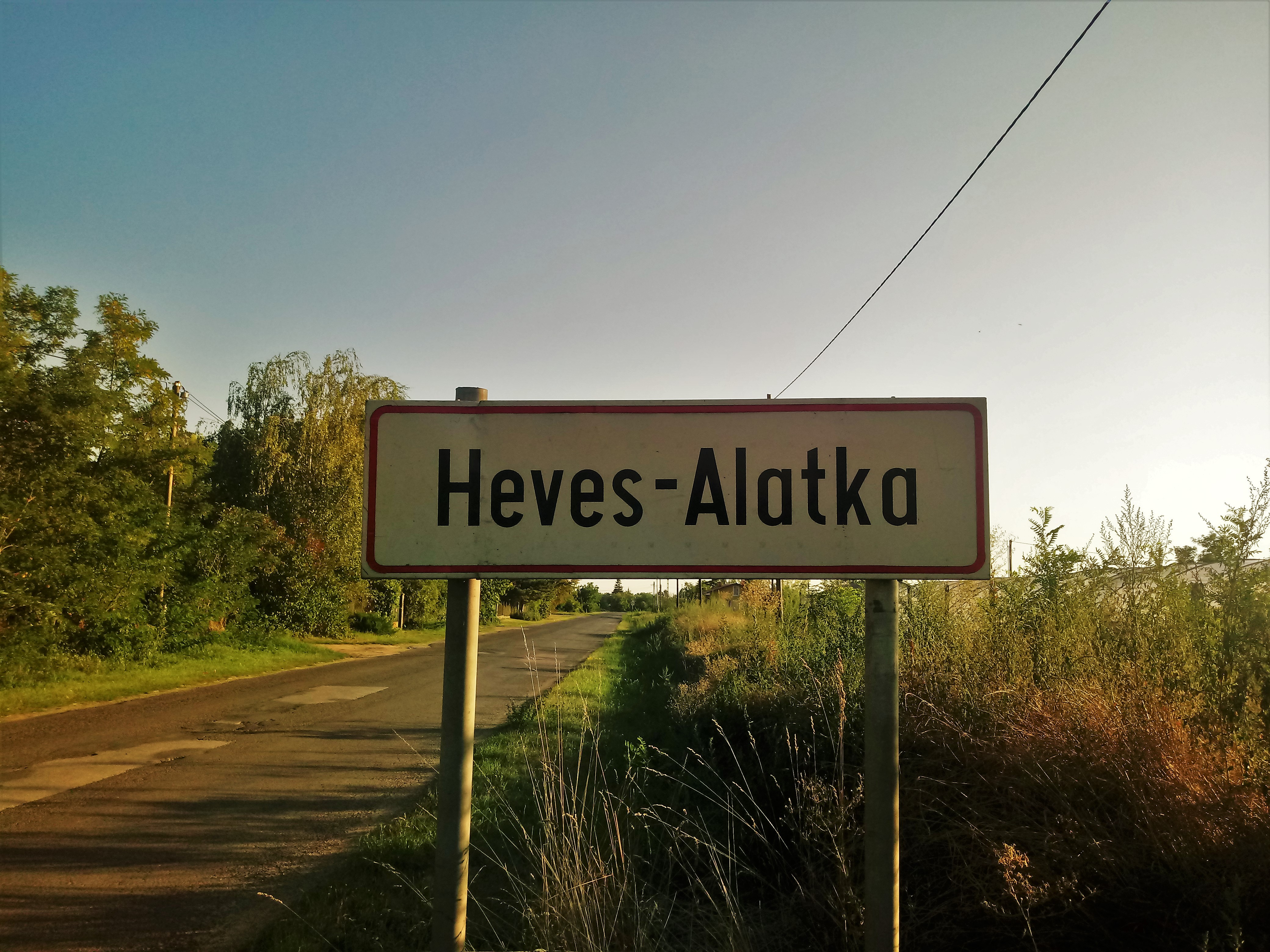
Alatka határát jelző tábla

## Ipara
Több sóderbánya működik a környékén. A felhagyott gödrök közül jó néhányat a horgászok hasznosítanak.

## Vallási élete
A helyi Kisboldogasszony-kápolnában évente megrendezik a Mária-napi búcsúkat.

## Galéria

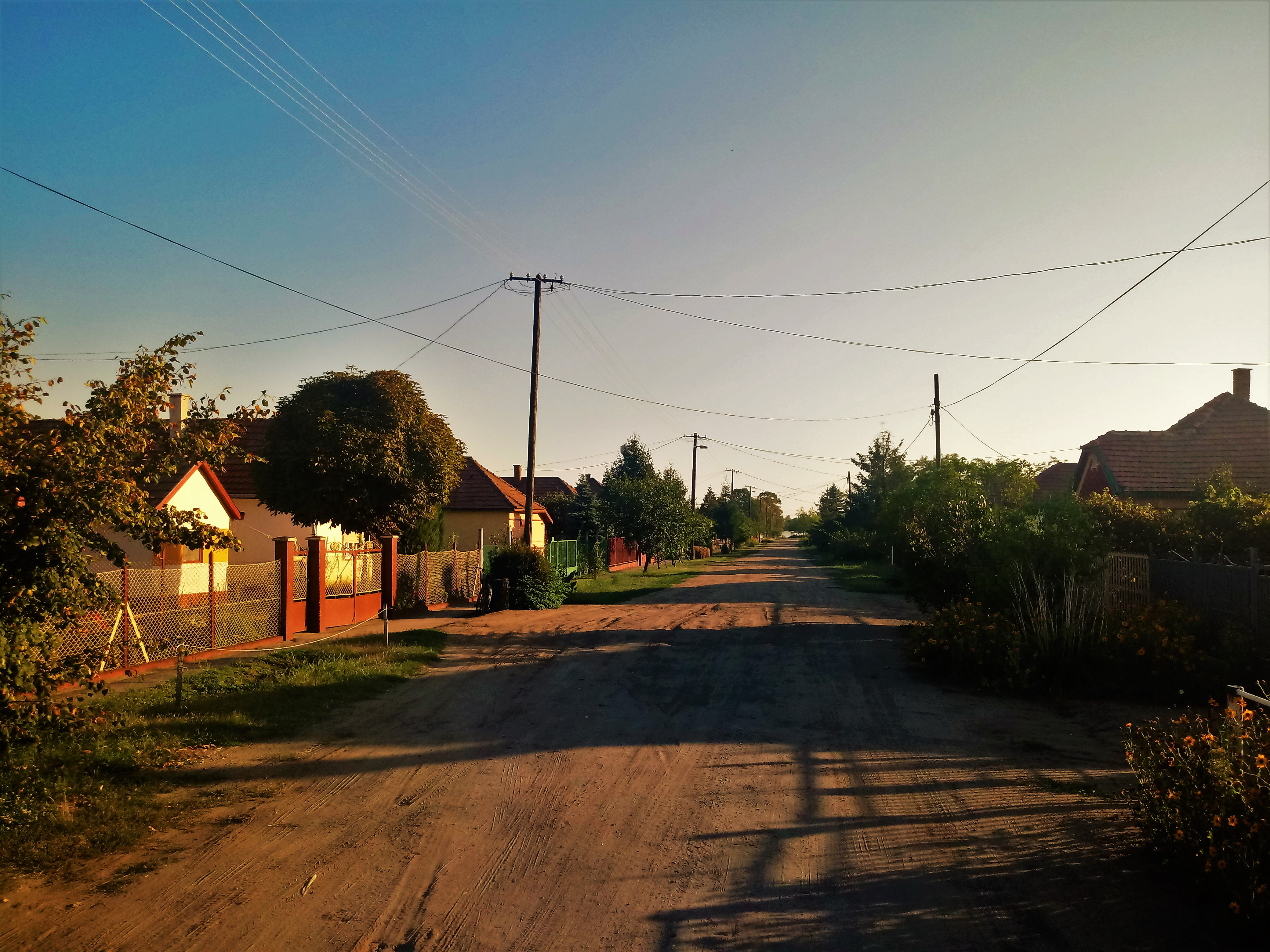
Alatka, Akác utca
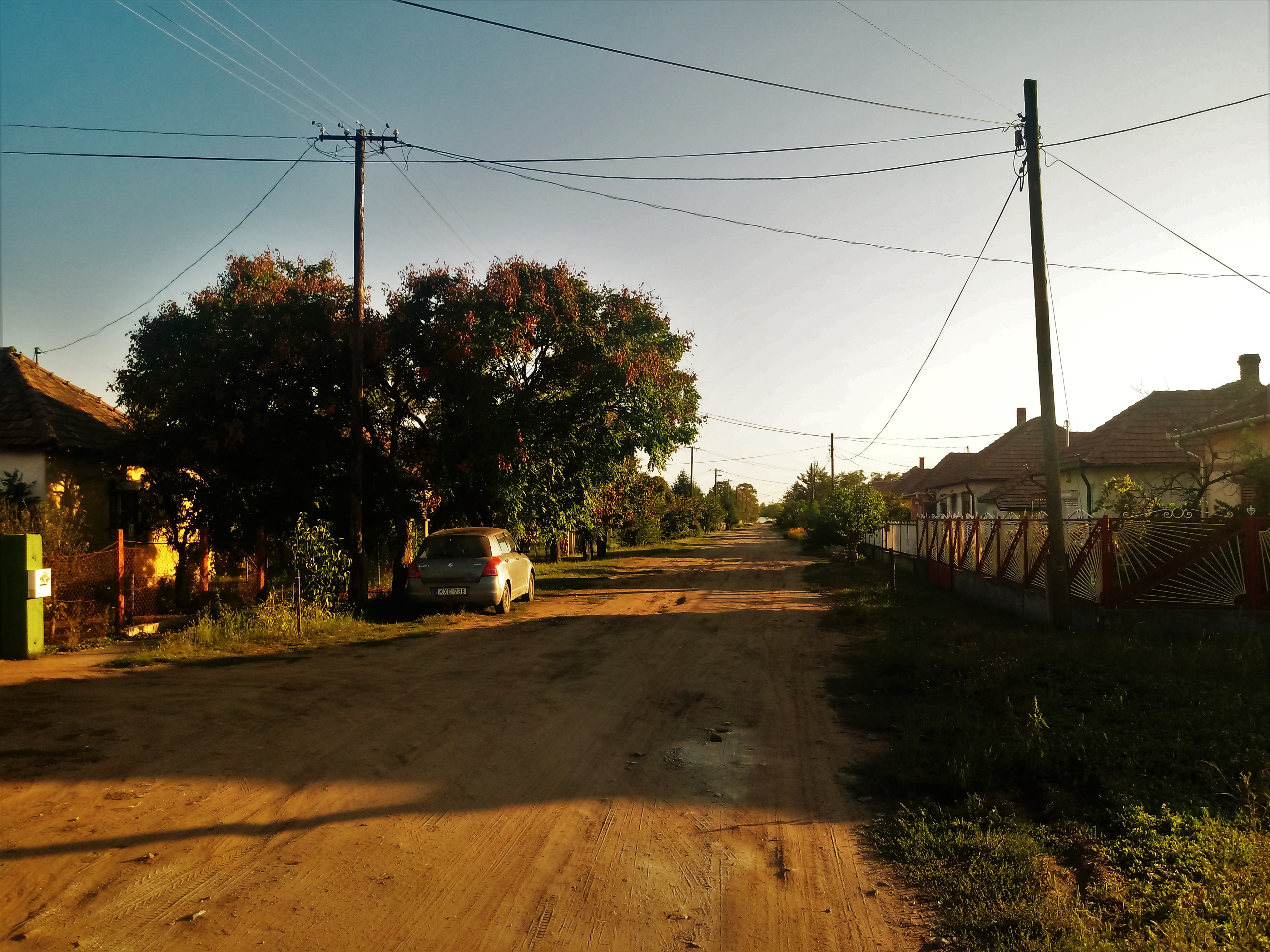
Alatka, Akác utca
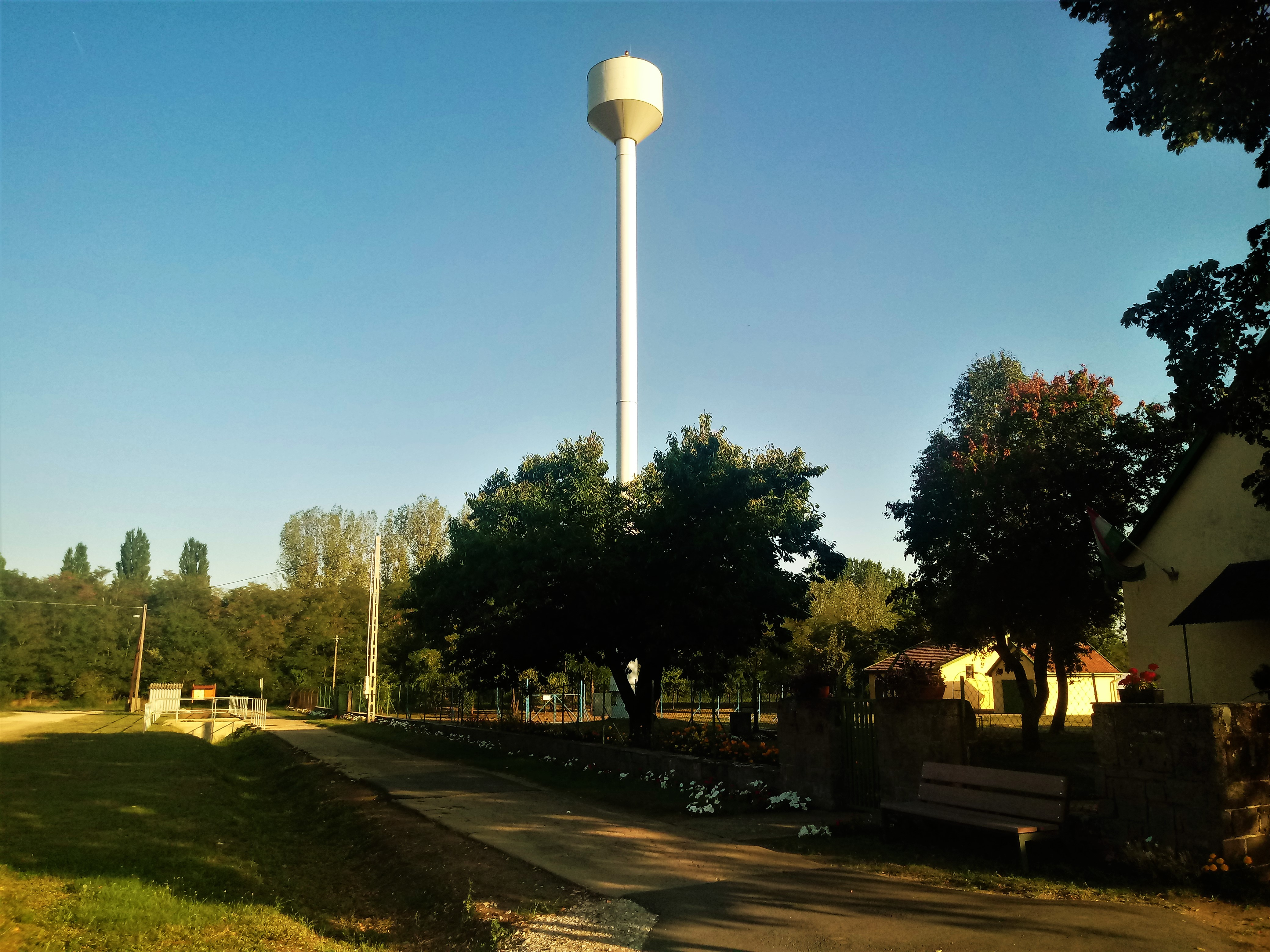
Víztorony
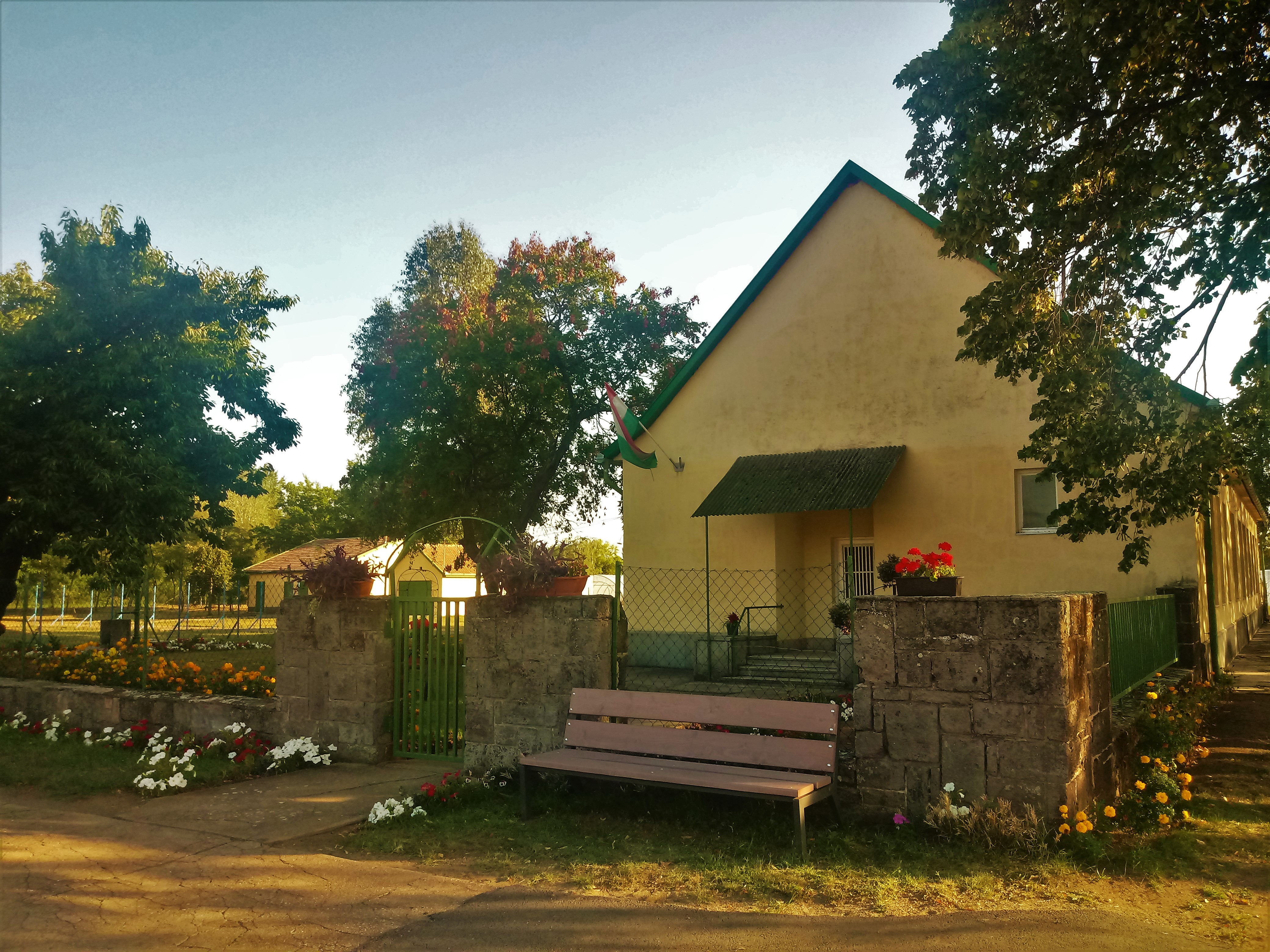
Régi iskola
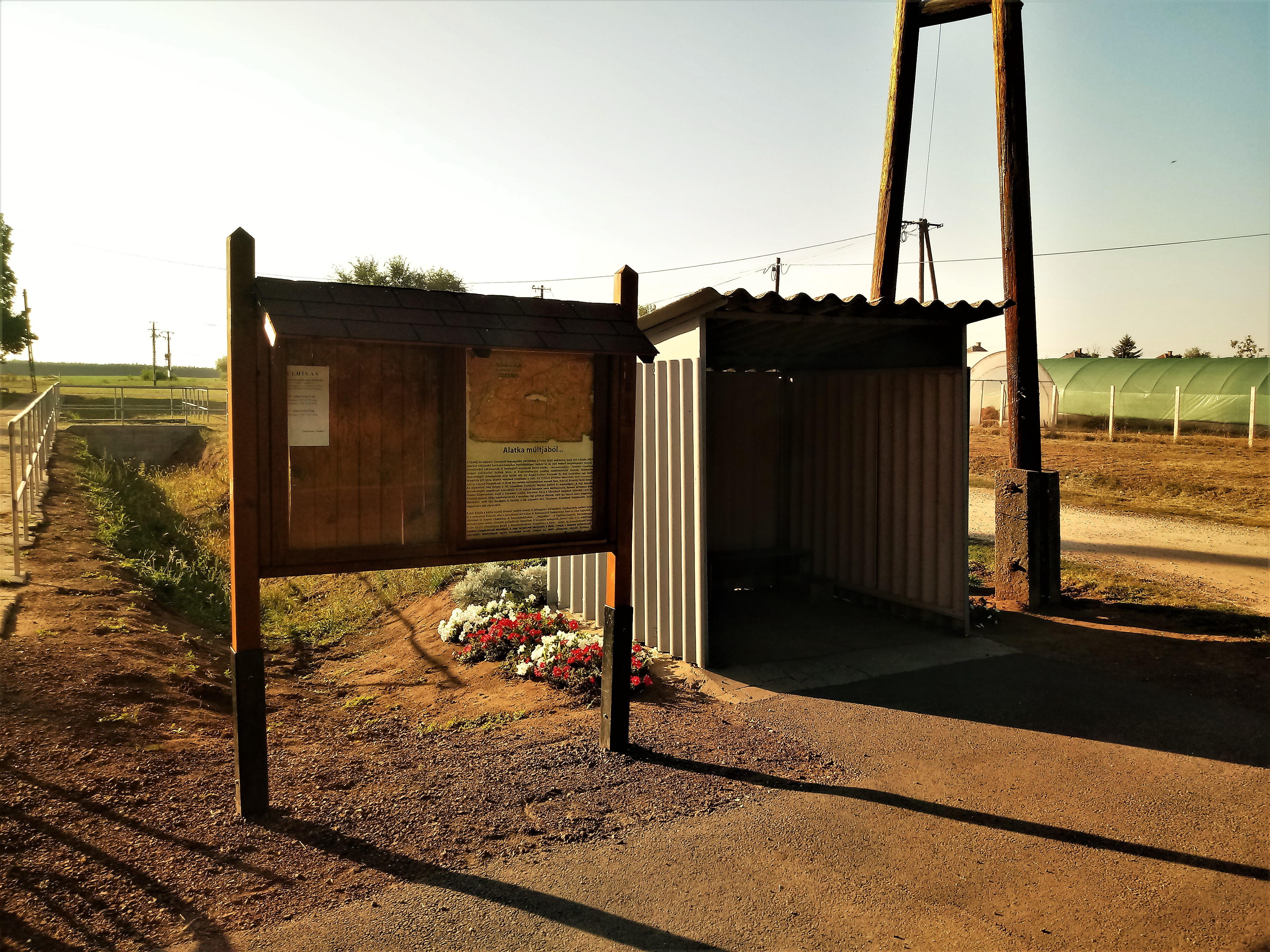
Buszmegálló
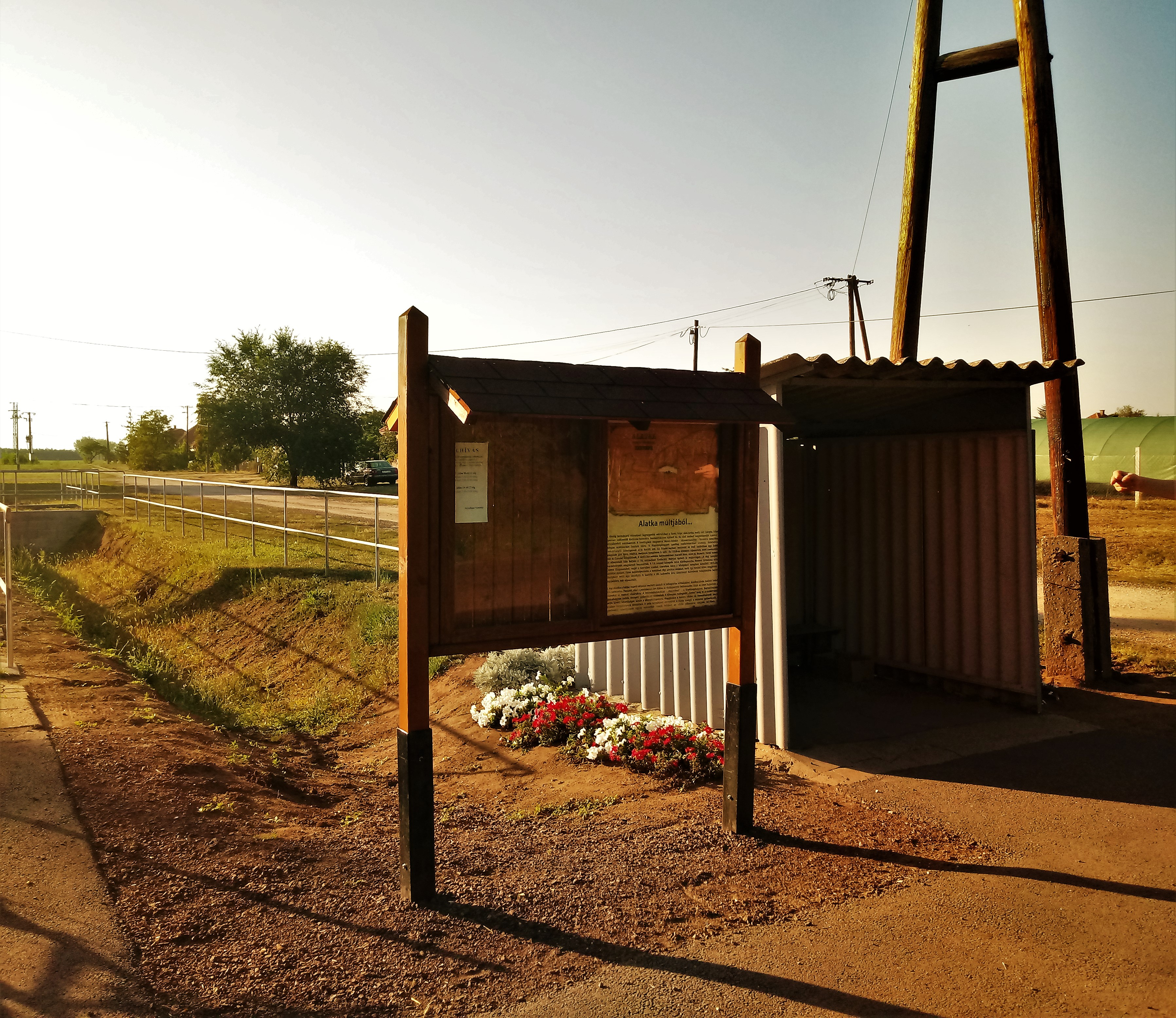
Tájékoztatótábla
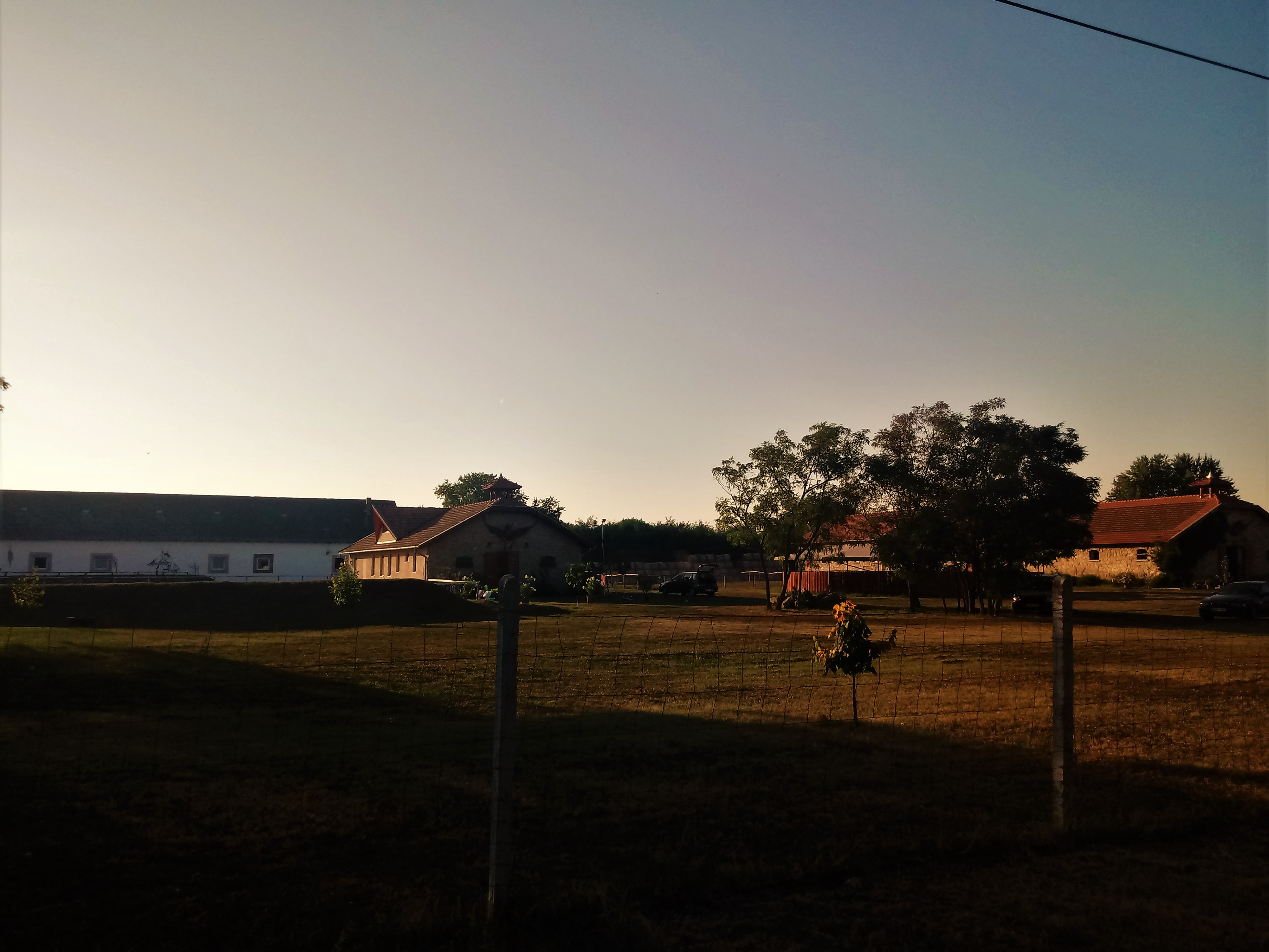
Kasper lovastanya
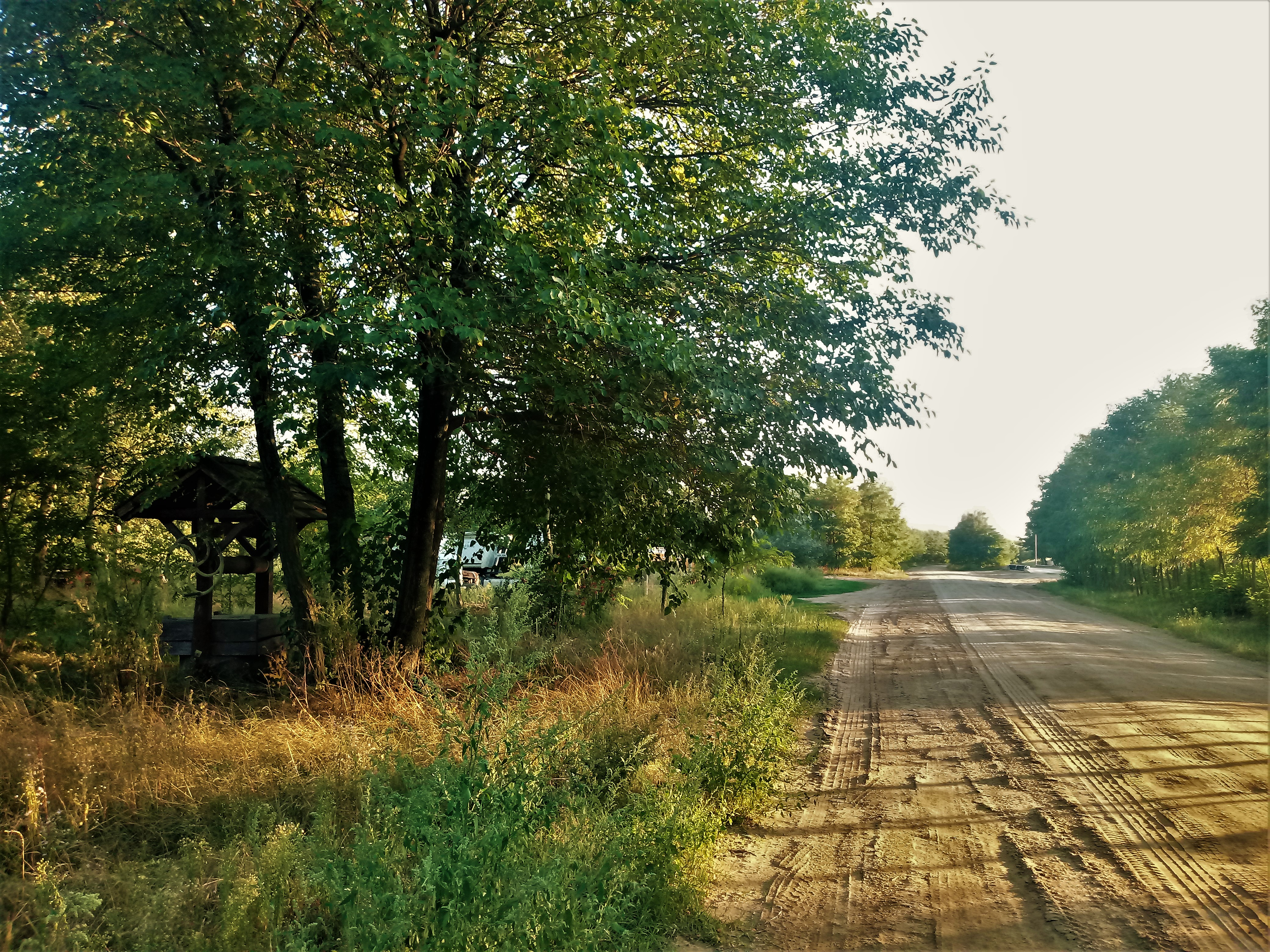
Ötödrész
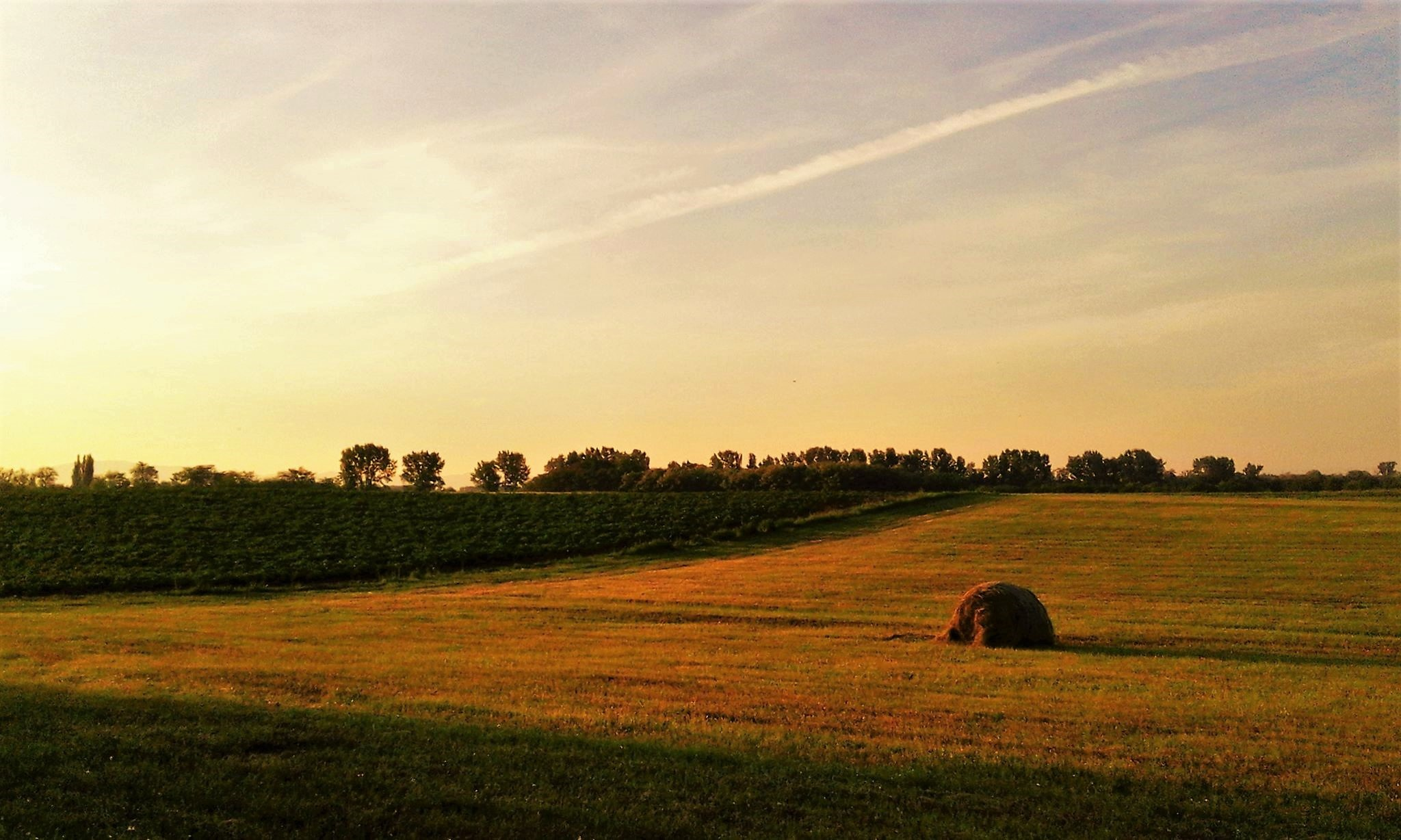
Ötödrész